# Ярек, Энгельберт
Энгельбе́рт Э́рвин Ярек (пол. Engelbert Erwin Jarek; 7 июня 1935, Rokitnica, Забже — 23 августа 2017, Зинциг, Рейнланд-Пфальц) — польский футболист и футбольный тренер, участник Олимпийских игр 1960 года.

## Биография

### Клубная карьера
Большая часть карьеры Ярека связана с клубом «Одра», за который он играл в течение 15 сезонов. В составе «сине-красных» он сыграл более 220 матчей в Первой и Высшей лиге и забил более 90 голов.
В трёх сезонах 1954/55, 1961/62 и 1967/68 «Одра» пробилась в 1/2 финал Кубка Польши, что является наивысшим достижением команды в турнире. Яреку принадлежит рекорд чемпионата Польши — 18 подряд реализованных пенальти.

### Карьера в сборной
В составе сборной Польши принимал участие на олимпийском футбольном турнире 1960 года, но там не сыграл ни в одном матче. Всего за сборную Польши сыграл 3 матча, в которых забил 1 гол.

### Тренерская карьера
Неоднократно работал главным тренером «Одры», а также возглавлял клубы Польши из низших лиг.

### Смерть
Скончался 23 августа 2017 года в Зинциге в возрасте 82 лет от последствий болезни Альцгеймера.